# Scottish Premiership (2020/2021)
Scottish Premiership 2020/2021 – był ósmym sezonem Scottish Premiership, a 125. edycją najwyższej klasy rozgrywkowej piłki nożnej w Szkocji.
Brało w nim udział 12 drużyn, które w okresie od 1 sierpnia 2020 do 16 maja 2021 rozegrały 38 kolejek meczów.
Obrońcą tytułu była drużyna Celticu. Mistrzostwo po raz pięćdziesiąty piąty w historii zdobyła drużyna Rangers.

## Drużyny
| Uczestnicy poprzedniej edycji                                                                                 | Uczestnicy poprzedniej edycji | Uczestnicy poprzedniej edycji | Uczestnicy poprzedniej edycji |
| --- | ----------------------------- | ----------------------------- | ----------------------------- |
| CEL | Celtic                        | 1                             |                               |
| RAN | Rangers                       | 2                             |                               |
| MTH | Motherwell                    | 3                             |                               |
| ABR | Aberdeen                      | 4                             |                               |
| LIV | Livingston                    | 5                             |                               |
| STJ | St. Johnstone                 | 6                             |                               |
| HIB | Hibernian                     | 7                             |                               |
| KIL | Kilmarnock                    | 8                             |                               |
| STM | St. Mirren                    | 9                             |                               |
| RCO | Ross County                   | 10                            |                               |
| HAM | Hamilton Academical           | 11                            |                               |
| Awans z Scottish Championship                                                                                 |                               |                               |                               |
| DNU | Dundee United                 | 1                             |                               |
| Oznaczenia: - kolumna pierwsza – skróty nazw drużyn, - kolumna trzecia – miejsce zajęte w poprzednim sezonie. |                               |                               |                               |

## Runda zasadnicza

### Tabela
| Lp. | Drużyna             | M  | Z  | R  | P  | B+ | B– | +/– | Pkt | Kwalifikacja      |
| --- | ------------------- | -- | -- | -- | -- | -- | -- | --- | --- | ----------------- |
| 1   | Rangers             | 33 | 28 | 5  | 0  | 78 | 10 | +68 | 89  | grupa mistrzowska |
| 2   | Celtic              | 33 | 20 | 9  | 4  | 66 | 24 | +42 | 69  | grupa mistrzowska |
| 3   | Hibernian           | 33 | 16 | 8  | 9  | 44 | 31 | +13 | 56  | grupa mistrzowska |
| 4   | Aberdeen            | 33 | 13 | 10 | 10 | 32 | 31 | +1  | 49  | grupa mistrzowska |
| 5   | Livingston          | 33 | 12 | 8  | 13 | 40 | 41 | −1  | 44  | grupa mistrzowska |
| 6   | St Johnstone        | 33 | 10 | 10 | 13 | 34 | 40 | −6  | 40  | grupa mistrzowska |
| 7   | St Mirren           | 33 | 10 | 10 | 13 | 30 | 38 | −8  | 40  | grupa spadkowa    |
| 8   | Dundee United       | 33 | 9  | 12 | 12 | 29 | 43 | −14 | 39  | grupa spadkowa    |
| 9   | Motherwell          | 33 | 9  | 8  | 16 | 32 | 51 | −19 | 35  | grupa spadkowa    |
| 10  | Ross County         | 33 | 8  | 5  | 20 | 26 | 59 | −33 | 29  | grupa spadkowa    |
| 11  | Kilmarnock          | 33 | 8  | 4  | 21 | 33 | 47 | −14 | 28  | grupa spadkowa    |
| 12  | Hamilton Academical | 33 | 6  | 9  | 18 | 31 | 60 | −29 | 27  | grupa spadkowa    |

### Wyniki
| Gospodarz \ Gość    | ABE | CEL | DUN | HAM | HIB | KIL | LIV | MOT | RAN | ROS | STJ | STM | ABE | CEL | DUN | HAM | HIB | KIL | LIV | MOT | RAN | ROS | STJ | STM |
| ------------------- | --- | --- | --- | --- | --- | --- | --- | --- | --- | --- | --- | --- | --- | --- | --- | --- | --- | --- | --- | --- | --- | --- | --- | --- |
| Aberdeen            |     | 3–3 | 0–0 | 4–2 | 2–0 | 1–0 | 2–1 | 0–3 | 0–1 | 2–0 | 2–1 | 2–1 |     |     |     | 0–0 |     | 1–0 | 0–2 | 2–0 | 1–2 |     |     | 0–0 |
| Celtic              | 1–0 |     | 3–0 | 5–1 | 3–0 | 2–0 | 3–2 | 3–0 | 0–2 | 2–0 | 1–1 | 1–2 | 1–0 |     |     | 2–0 | 1–1 |     | 0–0 | 2–1 | 1–1 |     |     |     |
| Dundee United       | 0–0 | 0–1 |     | 2–1 | 0–1 | 2–0 | 1–2 | 1–1 | 1–2 | 2–1 | 1–1 | 2–1 | 1–0 | 0–0 |     |     | 0–2 |     | 3–0 |     |     |     | 2–2 | 1–5 |
| Hamilton Academical | 1–1 | 0–3 | 1–1 |     | 0–4 | 1–0 | 0–2 | 3–0 | 0–2 | 0–1 | 3–5 | 0–1 |     |     | 0–0 |     |     |     |     |     | 1–1 | 1–2 | 1–1 | 1–1 |
| Hibernian           | 0–1 | 2–2 | 1–1 | 3–2 |     | 2–1 | 0–3 | 0–0 | 2–2 | 0–2 | 2–2 | 1–0 | 2–0 |     |     | 2–0 |     | 2–0 |     | 0–2 | 0–1 |     |     |     |
| Kilmarnock          | 0–2 | 1–1 | 4–0 | 2–1 | 0–1 |     | 1–2 | 0–1 | 0–1 | 3–1 | 1–2 | 1–1 |     | 0–4 | 1–1 | 2–0 |     |     |     | 4–1 |     |     | 2–3 |     |
| Livingston          | 0–0 | 2–2 | 2–0 | 1–2 | 1–4 | 1–3 |     | 0–2 | 0–0 | 1–0 | 2–0 | 0–1 |     |     |     | 2–1 | 1–1 | 2–0 |     |     | 0–1 | 3–1 | 1–2 |     |
| Motherwell          | 0–0 | 1–4 | 0–1 | 0–1 | 0–3 | 0–2 | 2–2 |     | 1–5 | 4–0 | 1–0 | 0–1 |     |     | 2–1 | 1–4 |     |     | 3–1 |     | 1–1 |     | 0–3 |     |
| Rangers             | 4–0 | 1–0 | 4–0 | 8–0 | 1–0 | 2–0 | 2–0 | 3–1 |     | 2–0 | 3–0 | 3–0 |     |     | 4–1 |     |     | 1–0 |     |     |     | 5–0 | 1–0 | 3–0 |
| Ross County         | 0–3 | 0–5 | 1–2 | 0–2 | 0–0 | 2–2 | 1–1 | 1–0 | 0–4 |     | 1–1 | 0–2 | 4–1 | 1–0 | 0–2 |     | 1–2 | 3–2 |     | 1–2 |     |     |     |     |
| St Johnstone        | 0–1 | 0–2 | 0–0 | 0–0 | 0–1 | 1–0 | 1–2 | 1–1 | 0–3 | 0–1 |     | 1–0 | 0–0 | 1–2 |     |     | 1–0 |     |     |     |     | 1–0 |     | 1–0 |
| St Mirren           | 1–1 | 1–2 | 0–0 | 1–1 | 0–3 | 0–1 | 1–0 | 0–0 | 0–2 | 1–1 | 3–2 |     |     | 0–4 |     |     | 1–2 | 2–0 | 1–1 | 1–1 |     | 1–0 |     |     |

## Runda finałowa
| Top six    |                         |    |    |    |    |    |    |     |     |                                                        |  |     |     |     |     |     |     |     |     |     |     |     |     |
| 1          | Rangers (M)             | 38 | 32 | 6  | 0  | 92 | 13 | +79 | 102 | Liga Mistrzów UEFA • III runda kwalifikacyjna          |  |     | 4–1 | 2–1 | 4–0 |     |     |     |     |     |     |     |     |
| 2          | Celtic                  | 38 | 22 | 11 | 5  | 78 | 29 | +49 | 77  | Liga Mistrzów UEFA • II runda kwalifikacyjna           |  |     |     |     |     | 4–0 | 6–0 |     |     |     |     |     |     |
| 3          | Hibernian               | 38 | 18 | 9  | 11 | 48 | 35 | +13 | 63  | Liga Konferencji Europy UEFA • II runda kwalifikacyjna |  |     | 0–0 |     |     | 0–1 | 2–1 |     |     |     |     |     |     |
| 4          | Aberdeen                | 38 | 15 | 11 | 12 | 36 | 38 | −2  | 56  | Liga Konferencji Europy UEFA • II runda kwalifikacyjna |  |     | 1–1 | 0–1 |     |     |     |     |     |     |     |     |     |
| 5          | St Johnstone (P)        | 38 | 11 | 12 | 15 | 36 | 46 | −10 | 45  | Liga Europy UEFA • III runda kwalifikacyjna            |  | 1–1 |     |     | 0–1 |     | 0–0 |     |     |     |     |     |     |
| 6          | Livingston              | 38 | 12 | 9  | 17 | 42 | 54 | −12 | 45  |                                                        |  | 0–3 |     |     | 1–2 |     |     |     |     |     |     |     |     |
| Bottom six |                         |    |    |    |    |    |    |     |     |                                                        |  |     |     |     |     |     |     |     |     |     |     |     |     |
| 7          | St Mirren               | 38 | 11 | 12 | 15 | 37 | 45 | −8  | 45  |                                                        |  |     |     |     |     |     |     |     |     | 0–0 |     |     | 1–2 |
| 8          | Motherwell              | 38 | 12 | 9  | 17 | 39 | 55 | −16 | 45  |                                                        |  |     |     |     |     |     | 1–0 |     |     | 1–2 | 2–0 |     |     |
| 9          | Dundee United           | 38 | 10 | 14 | 14 | 32 | 50 | −18 | 44  |                                                        |  |     |     |     |     |     |     | 2–2 |     | 0–2 |     |     |     |
| 10         | Ross County             | 38 | 11 | 6  | 21 | 35 | 66 | −31 | 39  |                                                        |  |     |     |     |     |     | 1–3 |     |     |     |     | 2–1 |     |
| 11         | Kilmarnock (B, S)       | 38 | 10 | 6  | 22 | 43 | 54 | −11 | 36  | Baraże o Scottish Premiership                          |  |     |     |     |     |     |     | 3–3 |     | 3–0 | 2–2 |     |     |
| 12         | Hamilton Academical (S) | 38 | 7  | 9  | 22 | 34 | 67 | −33 | 30  | Spadek do Scottish Championship                        |  |     |     |     |     |     |     |     | 0–1 | 0–1 |     | 0–2 |     |

## Baraże o Scottish Premiership
Dundee wygrał w dwumeczu z Kilmarnock finał baraży o miejsce w Scottish Premiership na sezon 2021/2022, rozegrany między trzema drużynami Scottish Championship i jedną ze Scottish Premiership.
|  |             |                      |             |             |             |   |              |          |          |          |          |          |    |            |       |       |       |       |       |  |  |  |  |  |  |  |
|  | Ćwierćfinał | Ćwierćfinał          | Ćwierćfinał | Ćwierćfinał | Ćwierćfinał |   |              | Półfinał | Półfinał | Półfinał | Półfinał | Półfinał |    |            | Finał | Finał | Finał | Finał | Finał |  |  |  |  |  |  |  |
|  | Ćwierćfinał | Ćwierćfinał          | Ćwierćfinał | Ćwierćfinał | Ćwierćfinał |   |              | Półfinał | Półfinał | Półfinał | Półfinał | Półfinał |    |            | Finał | Finał | Finał | Finał | Finał |  |  |  |  |  |  |  |
|  |             |                      |             |             |             |   |              |          |          |          |          |          |    |            |       |       |       |       |       |  |  |  |  |  |  |  |
|  |             |                      |             |             |             |   |              |          |          |          |          |          |    |            |       |       |       |       |       |  |  |  |  |  |  |  |
|  |             |                      |             |             |             | 2 | Dundee       | 2        | 2        | 4        |          |          |    |            |       |       |       |       |       |  |  |  |  |  |  |  |
|  |             |                      |             |             |             | 2 | Dundee       | 2        | 2        | 4        |          |          |    |            |       |       |       |       |       |  |  |  |  |  |  |  |
|  |             |                      |             |             |             | 3 | Raith Rovers | 0        | 1        | 1        |          |          | 11 | Kilmarnock | 1     | 1     | 2     |       |       |  |  |  |  |  |  |  |
|  |             |                      |             |             |             | 3 | Raith Rovers | 0        | 1        | 1        |          |          | 11 | Kilmarnock | 1     | 1     | 2     |       |       |  |  |  |  |  |  |  |
|  | 4           | Dunfermline Athletic | 0           | 0           | 0           |   |              | 2        | Dundee   | 3        | 0        | 3        |    |            |       |       |       |       |       |  |  |  |  |  |  |  |
|  | 4           | Dunfermline Athletic | 0           | 0           | 0           |   |              | 2        | Dundee   | 3        | 0        | 3        |    |            |       |       |       |       |       |  |  |  |  |  |  |  |
|  | 3           | Raith Rovers         | 0           | 2           | 2           |   |              |          |          |          |          |          |    |            |       |       |       |       |       |  |  |  |  |  |  |  |
|  | 3           | Raith Rovers         | 0           | 2           | 2           |   |              |          |          |          |          |          |    |            |       |       |       |       |       |  |  |  |  |  |  |  |

| 4 maja 2021 | Dunfermline Athletic | 0:0   | Raith Rovers |                                                                        |
| 20:00       |                      | (0:0) |              | East End Park, Dunfermline Widzów: bez kibiców Sędzia: Steven Kirkland |

| 8 maja 2021 | Raith Rovers                       | 2:0   | Dunfermline Athletic |                                                                 |
| 16:00       | Lewis Vaughan 64' · Gozie Ugwu 89' | (0:0) |                      | Stark's Park, Kirkcaldy Widzów: bez kibiców Sędzia: Greg Aitken |

| 12 maja 2021 | Raith Rovers                           | 0:3   | Dundee |                                                                |
| 20:45        | Jordan McGhee 22', 55' · Osman Sow 84' | (0:1) |        | Stark's Park, Kirkcaldy Widzów: bez kibiców Sędzia: Nick Walsh |

| 15 maja 2021 | Dundee | 0:1   | Raith Rovers      |                                                             |
| 20:45        |        | (0:1) | 21' Lewis Vaughan | Dens Park, Dundee Widzów: bez kibiców Sędzia: Don Robertson |

| 20 maja 2021 | Dundee                              | 2:1   | Kilmarnock            |                                                   |
| 21:15        | Jordan McGhee 6' · Charlie Adam 47' | (1:0) | 77' Brandon Haunstrup | Dens Park, Dundee Widzów: 500 Sędzia: John Beaton |

| 24 maja 2021 | Kilmarnock            | 1:2   | Dundee                             |                                                         |
| 20:45        | Kyle Lafferty 69' (k) | (0:2) | 7' Danny Mullen · 12' Lee Ashcroft | Rugby Park, Kilmarnock Widzów: 500 Sędzia: Bobby Madden |

## Najlepsi strzelcy
| Bramki | Strzelcy            | Drużyna    |
| ------ | ------------------- | ---------- |
| 18     | Odsonne Édouard     | Celtic     |
| 14     | Kevin Nisbet        | Hibernian  |
| 14     | Kemar Roofe         | Rangers    |
| 12     | Martin Boyle        | Hibernian  |
| 12     | Alfredo Morelos     | Rangers    |
| 12     | James Tavernier     | Rangers    |
| 11     | Devante Cole        | Motherwell |
| 8      | Mohamed Elyounoussi | Celtic     |
| 8      | Ryan Kent           | Rangers    |
| 8      | Jamie McGrath       | St Mirren  |

Źródło:

## Trenerzy, kapitanowie i sponsorzy
| Drużyna             | Trener              | Kapitan          | Sponsor techniczny | Sponsor strategiczny     | Źródło        |
| ------------------- | ------------------- | ---------------- | ------------------ | ------------------------ | ------------- |
| Aberdeen            | Stephen Glass       | Joe Lewis        | Adidas             | Saltire Energy           |               |
| Celtic              | John Kennedy (tym.) | Scott Brown      | Adidas             | Dafabet                  | [ 22 ]        |
| Dundee United       | Micky Mellon        | Mark Reynolds    | Macron             | Utilita Energy           |               |
| Hamilton Academical | Brian Rice          | Brian Easton     | Adidas             | Cullen                   | [ 23 ]        |
| Hibernian           | Jack Ross           | David Gray       | Macron             | „Thank You NHS Scotland” | [ 24 ]        |
| Kilmarnock          | Tommy Wright        | Gary Dicker      | Hummel             | Brownings The Bakers     | [ 25 ] [ 26 ] |
| Livingston          | David Martindale    | Marvin Bartley   | Nike               | Phoenix Drilling Ltd     |               |
| Motherwell          | Graham Alexander    | Declan Gallagher | Macron             | Paycare                  | [ 27 ]        |
| Rangers             | Steven Gerrard      | James Tavernier  | Castore            | 32Red                    | [ 28 ]        |
| Ross County         | John Hughes         | Iain Vigurs      | Macron             | Ross-shire Engineering   | [ 29 ]        |
| St Johnstone        | Callum Davidson     | Jason Kerr       | Macron             | Binn Group               |               |
| St Mirren           | Jim Goodwin         | Joe Shaughnessy  | Joma               | Skyview Capital          |               |

### Zmiany trenerów
| Klub             | Były trener                  | Powód                             | Data odejścia | Nowy trener                 | Data zatrudnienia | Źródło        |
| ---------------- | ---------------------------- | --------------------------------- | ------------- | --------------------------- | ----------------- | ------------- |
| Przed sezonem    |                              |                                   |               |                             |                   |               |
| Ross County      | Steven Ferguson (co-manager) | Zmiany wewnątrz klubu             | 2020-06-10    | Stuart Kettlewell (manager) | 2020-06-10        | [ 30 ]        |
| St Johnstone     | Alec Cleland                 | –                                 | 2020-06-18    | Callum Davidson             | 2020-06-18        | [ 31 ]        |
| Dundee United    | Robbie Neilson               | Przenosiny do Heart of Midlothian | 2020-06-21    | Micky Mellon                | 2020-07-06        | [ 32 ] [ 33 ] |
| W trakcie sezonu |                              |                                   |               |                             |                   |               |
| Livingston       | Gary Holt                    | Rezygnacja                        | 2020-11-26    | David Martindale            | 2020-12-21        | [ 34 ] [ 35 ] |
| Ross County      | Stuart Kettlewell            | Zwolnienie                        | 2020-12-19    | John Hughes                 | 2020-12-21        | [ 36 ] [ 37 ] |
| Motherwell       | Stephen Robinson             | Rezygnacja                        | 2020-12-31    | Graham Alexander            | 2021-01-07        | [ 38 ] [ 39 ] |
| Kilmarnock       | Alex Dyer                    | Rozwiązanie umowy                 | 2021-01-30    | Tommy Wright                | 2021-02-08        | [ 40 ] [ 41 ] |
| Celtic           | Neil Lennon                  | Rezygnacja                        | 2021-02-24    | John Kennedy (tym.)         | 2021-02-24        | [ 42 ]        |
| Aberdeen         | Derek McInnes                | Rozwiązanie umowy                 | 2021-03-08    | Stephen Glass               | 2021-03-23        | [ 43 ] [ 44 ] |

## Stadiony
| Aberdeen                    |
| --------------------------- |
| Pittodrie Stadium, Aberdeen |
| 20 866                      |
|                             |

| Celtic               |
| -------------------- |
| Celtic Park, Glasgow |
| 60 411               |
|                      |

| Dundee United          |
| ---------------------- |
| Tannadice Park, Dundee |
| 14 223                 |
|                        |

| Hamilton Academical        |
| -------------------------- |
| New Douglas Park, Hamilton |
| 6 018                      |
|                            |

| Hibernian                     |
| ----------------------------- |
| Easter Road Stadium, Edynburg |
| 20 421                        |
|                               |

| Kilmarnock             |
| ---------------------- |
| Rugby Park, Kilmarnock |
| 17 889                 |
|                        |

| Livingston                     |
| ------------------------------ |
| Almondvale Stadium, Livingston |
| 9 512                          |
|                                |

| Motherwell           |
| -------------------- |
| Fir Park, Motherwell |
| 13 677               |
|                      |

| Rangers                |
| ---------------------- |
| Ibrox Stadium, Glasgow |
| 50 817                 |
|                        |

| Ross County             |
| ----------------------- |
| Victoria Park, Dingwall |
| 6 541                   |
|                         |

| St. Johnstone         |
| --------------------- |
| McDiarmid Park, Perth |
| 10 696                |
|                       |

| St Mirren                    |
| ---------------------------- |
| New St. Mirren Park, Paisley |
| 7 937                        |
|                              |